# 貝爾氏白鮭
貝爾氏白鮭，為輻鰭魚綱鮭形目鮭科的一種，為溫帶淡水魚，分布於歐洲俄羅斯拉多加湖流域，體長可達57公分，棲息在底中層水域，以軟體動物、昆蟲幼蟲為食，生活習性不明。